# Langues serbi-mongoles
Les langues serbi-mongoles, ou xianbei-mongoliques, ou mongolo-khitanes, ou khitano-mongoliques sont une famille de langues hypothétique regroupant les langues mongoliques et d'autres langues peu attestées comme le rouran ou le tuyuhun, et une langue très bien attestée : le khitan, le tout regroupé en une seule branche sœur aux langues mongoliques : les langues para-mongoles. Leur ancêtre commun aurait été parlé il y a 1 500 à 2 000 ans selon Janhunen (2012).

## Dénomination
Le terme serbi-mongol est un mot-valise formé de serbi, qui est la forme reconstituée du nom Xianbei (鮮卑) selon Shimunek, *serbi, et de mongol, qui fait référence aux langues mongoliques. La variante xianbei-mongol peut aussi être utilisée. Glottolog utilise le nom mongolo-khitan. Il existe aussi la forme khitano-mongolique, utilisé par Janhunen et Hölzl.

## Classification interne

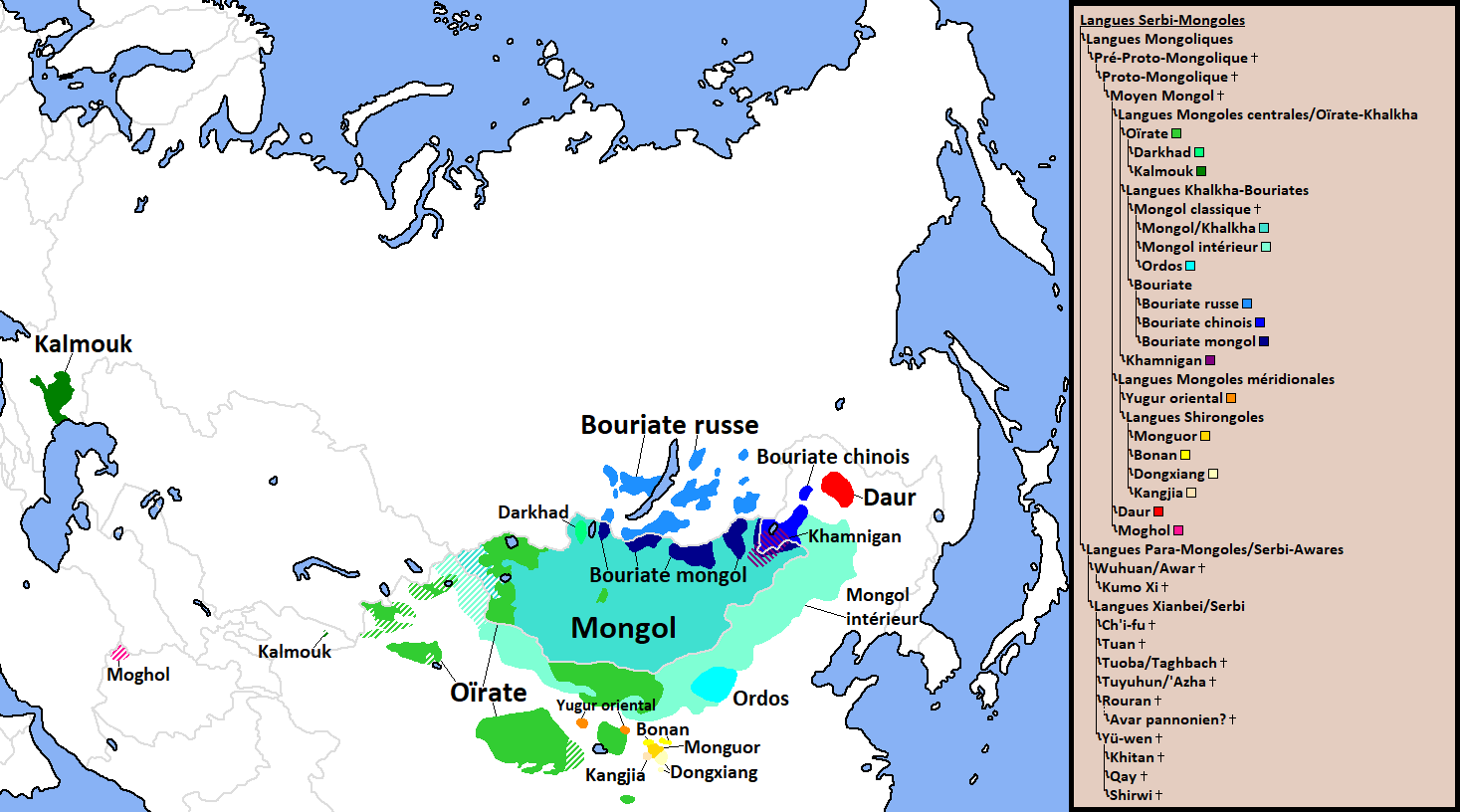
Carte des langues serbi-mongoles.

La classification ci-dessous est celle utilisée par Shimunek. Vovin suggère que la langue des Rourans était para-mongole. Certains suggèrent que l'avar pannonien descend de cette langue.
- langues serbi-mongoles
  - langues mongoliques
    - moyen mongol [xng]/[midd1351]
      - langues mongoles centrales
        - oïrate [xal]/[kalm1243]
          - oïrate littéraire [xwo]
          - kalmouk [xal]/[kalm1244]

        - langues khalkha-bouriates
          - mongol classique [cmg]
            - mongol [khk]/[halh1238]
            - mongol intérieur [mvf]/[peri1253]

          - bouriate [bua]/[buri1258]
            - bouriate russe [bxr]/[russ1264]
            - bouriate mongol [bxm]/[mong1330]
            - bouriate chinois [bxu]/[chin1476]

        - khamnigan [ykh]/[kham1281]

      - langues mongoles méridionales
        - yugur oriental [yuy]/[east2337]
        - langues shirongoles
          - bonan [peh]/[bona1250]
          - dongxiang [sce]/[dong1285]
          - kangjia [kxs]/[kang1281]
          - monguor [mjg]/[tuuu1240]

      - daur [dta]/[daur1238]
      - moghol [mhj]/[mogh1245]

  - langues para-mongoles/langues serbi-awar[7],[8]
    - awar (avar) (wuhuan 烏桓 ou wuwan 烏丸)
      - kumo xi[6]

    - langues xianbei/vieux serbi/langues serbi/serbi commun
      - ch’i-fu/qifu 乞伏 (ancien chinois médiéval du Nord *kʰɨrbuwk)
      - tuan/duan 段 (ancien chinois médiéval du Nord *dɔr̃)
      - tuoba/taghbach
      - tuyuhun/t’u-yü-hun (mu-jung/murong 慕容)
      - rouran
        - avar pannonien?

      - langues khitaniques (Yü-wen/Yuwen 宇文)
        - khitan [zkt]/[kita1247] (vieux khitan (de 386 à 907 environ), moyen khitan (du Xe au XIe siècle), khitan tardif (du XIe au XIIIe siècle)[9])
        - qay 奚 (ancien chinois médiéval du Nord *ɣay)
        - shirwi propre/ xianbei propre 室韋 (*širwi/*širβi < *serbi 鮮卑 'Xianbei')

## Phonologie
Shimunek (2017) liste les changements phonologiques hypothétiques en passant du serbi-mongol commun au proto-mongol et au proto serbi.
| changements en proto-mongol | changements en proto-serbi |
| --------------------------- | -------------------------- |
| *p > *h                     | *ɔ > *a / _C[dorsale]      |
| *#ñ > *#n                   | *ze > *ži                  |
| *Vñ# > *Vi#                 | *se > *ši                  |
| *z > *s                     | *VbV > *Vw(V)              |
| *wə > *ə                    | *wə > *ɔ                   |